# Мухаммад-хан Газікумуський
Мухаммад-хан Газікумуський (1712—1789) — 3-й володар Газікумухського ханства в 1743—1789 роках. Намагався підкорити Північний Азербайджан.

## Життєпис
Син Сурхай-хана I. Народився 1712 року в Газі-Кумусі. З 1730-х років брав участь у військових походах батька проти Персії. У 1741 році після полону Сурхай-хана разом зі старшим братом Муртазалі-ханом I очолив боротьбу проти перської армії Надир Шаха.
1743 року після смерті брата став новим ханом. Відновив дипломатичні відносини з Османською імперією, сподіваючись на її допомогу у війні проти Персії. Того ж року газікумухські війська під орудою Мухаммад-хан розпочали наступ в Північному Азербайджані — було захоплено важливі міста Дербент, Кюрі, Шабран, Асху. Мухаммад оголосив себе володарем Ширвану. Невдовзі підтримав Сам-Мірзу, що видавав себе за сина перського шаха Солтан Хусейна. Але вже у 1745 році вимушений був залишити Ширван під тиском перської армії. У 1748 року здійснив першу спробу укласти з Російською імперією антиперський союз.
У 1750 році газікумухський хан формально визнав зверхність російського імператора, плануючи використати для розширення своїх володінь на південь. У 1751 році уклав договір з Джарським союзом. В тому ж році відбив напад Іраклія II, царя Картлі-Кахетії, на джаро-білоканців. 1755 році відновив владу над Шекінським ханством. Подальші зусилля спрямував на посилення впливу в Дагестані та Північному Азербайджані.
У 1760 році Мухаммед-хан Газікумухський захопив Шемаху, але протриматися там довго не вдалося. У 1762 році ширванці змусив його відступити. 1763 року надав допомогу тестю Баммату I у боротьбі за Тарковське шамхальство з Муртуз-Алі II. Сприяв Баммату сходженню на трон, який той втратив до 1764 року. У 1765 році негативно поставився до захоплення Дербентського ханства Фаталі-ханом, кубинським володарем.
Стосунки з Фаталі-ханом з 1770 року перейшли у збройні сутички, коли Мухаммад-хан дізнався про спробу кубинсько-дербентського хана його повалити. 1774 року долучився до коаліції, яка завдала поразки Фаталі-хану у битві на Гавдушанському полі. Після цього захопив Кубинське ханство. Втім через російське військо на чолі із генералом де Медемом вимушений був повернутися на північ. Поразка від росіян змусила Мухаммад-хана відмовитися від кубинського ханства. 1775 року програв Фаталі-хану боротьбу за вплив на Табасаранське майсумство. У 1776 році при посередництві Російської імперії Газікумухське ханство уклало мирний договір з Фаталі-ханом, повернувши захоплені землі. У 1778 року долучився до нового союзу, спрямованого проти Фаталі-хана. Але загроза з боку тарковського шамхала Муртуз-Алі II й Російської імперії змусило газікумуського хана відмовитися від планів.
З 1783 року відновив дипломатичні стосунки з Росією, знову визнавши її зверхність, але суто номінально. Втім намагався зберегти вплив в Дагестані, залишаючись супротивником Фаталі-хана. Помер 1789 року. Йому спадкував син Сурхай-хан II.